# The Pit (álbum)
The Pit'x' es el sexagésimo quinto álbum de estudio del guitarrista Buckethead y número 36 de la serie Pikes lanzada en 2013, publicado el 2 de noviembre de 2013 por la discográfica Bucketheadland.
El álbum fue anunciado como una versión digital el 2 de noviembre con una edición limitada que consta de 300 copias de un álbum blanco sin título firmado por el propio Buckethead, lanzada el 22 de noviembre de ese mismo año. Una edición estándar fue anunciada, pero todavía no ha sido lanzada al mercado.

## Lista de canciones
| N.º | Título           | Duración |  |
| 1.  | «The Pit part 1» | 4:28     |  |
| 2.  | «The Pit part 2» | 2:12     |  |
| 3.  | «The Pit part 3» | 2:21     |  |
| 4.  | «The Pit part 4» | 3:34     |  |
| 5.  | «The Pit part 5» | 3:21     |  |
| 6.  | «The Pit part 6» | 4:23     |  |
| 7.  | «The Pendulum»   | 8:07     |  |

## Lanzamiento
| Fecha                   | Sello          | Formato                | País           |
| ----------------------- | -------------- | ---------------------- | -------------- |
| 2 de noviembre de 2013  | Bucketheadland | Descarga digital       | Estados Unidos |
| 22 de noviembre de 2013 | Bucketheadland | CD de edición limitada | Estados Unidos |

## Créditos
- Buckethead - guitarra
- Dan Monti - bajo y remezclas
- Frankenseuss - ilustraciones
- Brewer - programación y remezclas